# Castillo de Stormont
El Castillo de Stormont (en inglés: Stormont Castle) es una casa solariega en el dominio de Stormont en el este de Belfast que se utiliza como el principal lugar de reunión del Ejecutivo de Irlanda del Norte. Nunca fue un castillo como tal: el edificio original de la década de 1830 fue remodelado en 1858 por sus propietarios originales, la familia Cleland, en el estilo baronial escocés con características como los bartizanes utilizados con fines decorativos.
Entre 1921 y 1972, sirvió como residencia oficial del Primer Ministro de Irlanda del Norte. Sin embargo, varios primeros ministros eligieron vivir en Stormont House, la residencia oficial del Presidente de la Cámara de los Comunes de Irlanda del Norte, que estaba vacía ya que varios oradores habían elegido vivir en sus propios hogares. También sirvió como la ubicación de la Sala del Gabinete del Gobierno de Irlanda del Norte desde 1921 hasta 1972.
Antes de la devolución, se desempeñó como sede de la Secretaría de Estado de Irlanda del Norte para Irlanda, Ministros de la Oficina de Irlanda del Norte y funcionarios de apoyo. Durante «los Problemas», también fue utilizado por oficiales del MI5. Fue cerca del castillo de Stormont, en los edificios del castillo, que el «Acuerdo del Viernes Santo» se concluyó en abril de 1998.
El castillo está abierto al público cada año en el fin de semana de las Jornadas Europeas de Patrimonio.